# Metropolitano de Samara
O Metrô de Samara é um sistema de metropolitano que serve a cidade russa de Samara.

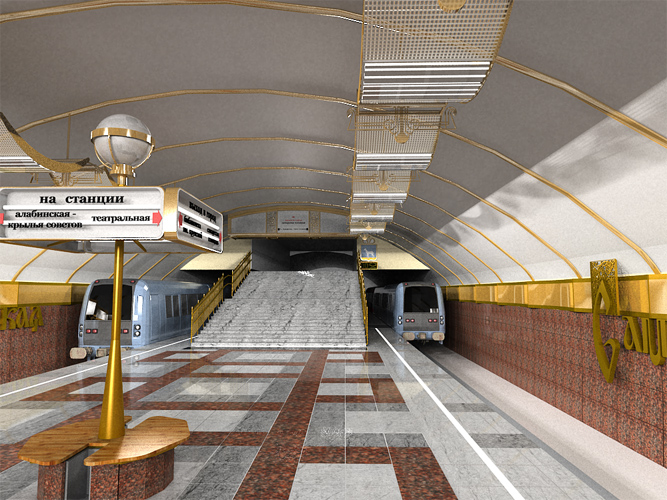
Estação de Samarskaya.

## Linhas
| N° | Nome    | Início de funções                | Última estação inaugurada        | Comprimento | Contagem de estações |
| -- | ------- | -------------------------------- | -------------------------------- | ----------- | -------------------- |
| 1  | Linha 1 | 26 de dezembro de 1987 (37 anos) | 26 de dezembro de 2007 (17 anos) | 11,4 km     | 9                    |
| 2  | Linha 2 | na fase de projecto              | —                                | —           | 15                   |
| 3  | Linha 3 | na fase de projecto              | —                                | —           | 9                    |
|    | Total:  |                                  |                                  | 11,4 km     | 9                    |